# Georges Eekhoud

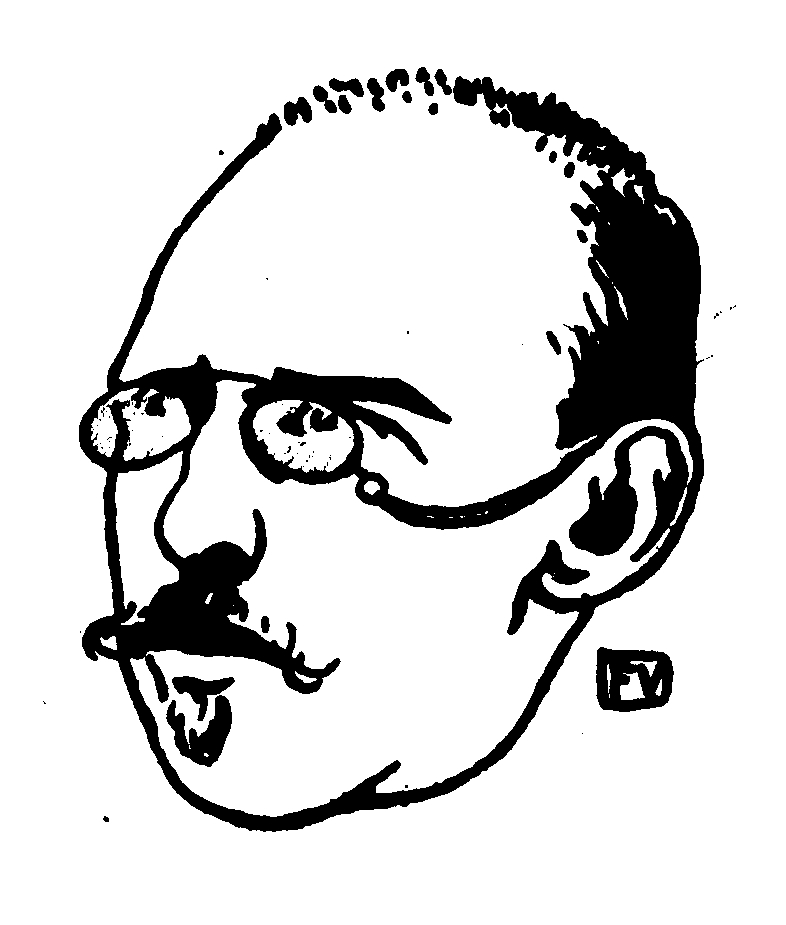
Georges Eekhoud, Porträt von Félix Vallotton

Georges Eekhoud (* 27. Mai 1854 in Antwerpen; † 29. Mai 1927 in Schaarbeek) war ein belgischer Schriftsteller französischer Sprache. Er wurde dank der Französin Mirande Lucien wiederentdeckt, die über ihn ihre Doktorarbeit schrieb. Mirande Lucien veröffentlichte auch mehrere Werke Eekhouds auf Französisch.

## Jugend und Ausbildung

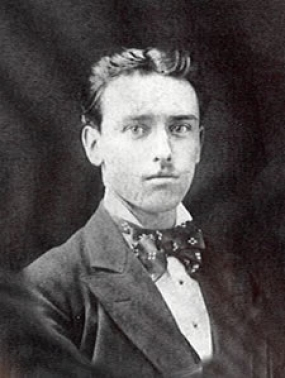

Georges Eekhoud stammte aus einfachen Verhältnissen und verlor früh beide Eltern. Seine Mutter starb 1860, sein Vater folgte ihr 1865. Er wuchs in einer bürgerlichen Familie auf, in der sein Onkel Henri Oedenkoven, Industrieller und ehemaliger Bürgermeister von Borgerhout, sein Vormund wurde. Eekhoud begann seine Schulausbildung in Mechelen und setzte sie 1866 im Internat Breidenstein in Grenchen, Schweiz, fort. Dort erhielt er eine umfassende Ausbildung in Mathematik, Naturwissenschaften, Deutsch, Englisch und Italienisch.

## Frühe literarische Karriere
Nach dem plötzlichen Tod seines Onkels 1871 zog Eekhoud zu seiner Großmutter und begann bei einer Zeitung zu arbeiten. Neben seiner Tätigkeit als Korrektor begann er im Alter von neunzehn Jahren mit dem Schreiben und Veröffentlichen einer Serie. Seine literarischen Interessen verlagerten sich in den 1870er Jahren nach Paris, wo er Émile Zola besuchte und sich mit Paul Verlaine anfreundete. Er lernte auch die Maler Jean-François Millet und Théodore Rousseau kennen. Mit 23 Jahren veröffentlichte Eekhoud sein erstes Buch, eine Gedichtsammlung mit dem Titel „Myrtes et Cyprès“. Zu seinem Freundeskreis gehörten Georges Rodenbach, Camille Lemonnier und Théo Hannon.

## Leben und Werk in Brüssel
1880 zog Georges Eekhoud nach Brüssel und wurde Redakteur der Tageszeitung „L’Étoile belge“. Er schloss sich den Gründern der Zeitschrift „La Jeune Belgique“ an und war von der ersten Ausgabe an aktiv beteiligt. Sein erster Roman, „Kees Doorik“, erschien 1883 und handelte vom Leben eines jungen Bauern, der einen Mord begeht. Bereits in diesem Werk zeigte sich Eekhouds Interesse an den Außenseitern der Gesellschaft. In späteren Werken wie „Kermesses“ (1884) und „La Nouvelle Carthage“ (1888) vertiefte er seine soziale und ästhetische Auseinandersetzung mit den Unterprivilegierten und brachte seine Abneigung gegen das Bürgertum zum Ausdruck.

## Engagement und politische Haltung

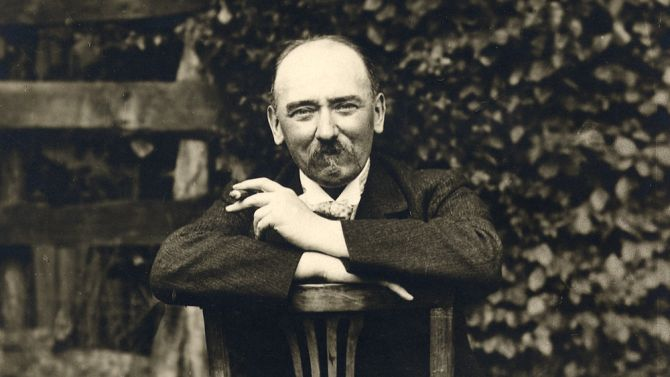

Georges Eekhouds Ansichten führten dazu, dass er sich von „La Jeune Belgique“ abwandte und sich der Gruppe „Le Coq rouge“ anschloss. Er beteiligte sich 1892 an der Gründung der Fondation de l’Art social zusammen mit Camille Lemonnier, Émile Verhaeren und sozialistischen Führern wie Émile Vandervelde. Er schrieb auch für das Jahrbuch der Kunstabteilung des Maison Populaire.
Georges Eekhoud unterstützte auch die libertären Ideen des Anwalts Edmond Picard, der Freimaurer, erster sozialistischer Senator und Antisemit war. Diese Verbindung führte zu finanziellen Schwierigkeiten, als Eekhoud auf Druck von Albert Giraud seine Anstellung beim „L’Étoile belge“ verlor.

## Homosexuelle Themen und Freundschaften

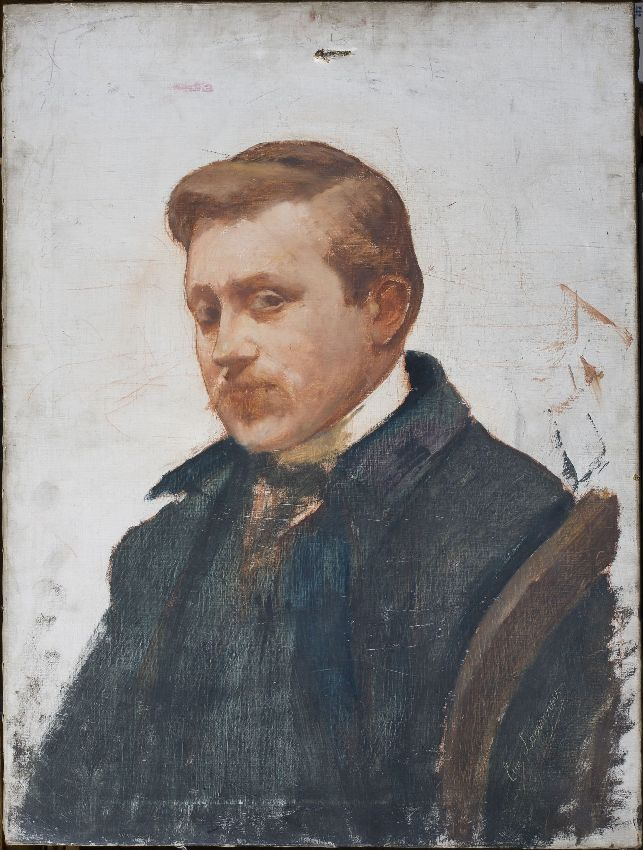
Eugène Laermans: Porträt von Sander Pierron, 1920er Jahre

Georges Eekhoud thematisierte die Liebe zwischen Männern vor allem in seinen Erzählungen, die in Sammlungen wie „Kermesses“ (1884), „Nouvelles Kermesses“ (1887) und „Cycle patibulaire“ (1892/1896) veröffentlicht wurden. 1899 erschien sein Roman „Escal-Vigor“, der wegen seiner offenen Thematisierung der Homosexualität einen Skandal auslöste.
Eine besondere und langjährige Freundschaft verband Georges Eekhoud mit dem Journalisten Sander Pierron. Eekhoud stellte Pierron als Sekretär ein und führte ihn in das erzählerische Schreiben ein. Ihre Beziehung, die auch homosexuelle Züge trug, wurde diskret gelebt und von ihren Ehefrauen akzeptiert. Eekhoud schrieb Pierron zwischen 1892 und 1927 insgesamt 224 Briefe, die im Archiv der Kulturerbe-Bibliothek Hendrik Conscience in Antwerpen aufbewahrt werden.

## Escal-Vigor
1899 wurden in einer Buchhandlung in Heist vier Publikationen beschlagnahmt, weil sie angeblich sittlich anstößig seien, darunter L'Escal-Vigor von Eekhoud (die anderen Werke stammten von Octave Mirbeau, Octave Pradels und Camille Lemonnier). L'Escal-Vigor behandelt das Thema Homosexualität auf zurückhaltende und eindeutige Weise. Das Buch handelt von einem Grafen namens Henry de Kehlmark und seiner platonischen Beziehung zu einem jungen Bauern namens Guidon Govaertz. Ein Brüsseler Anwalt hatte versucht, bei der Brüsseler Staatsanwaltschaft Anzeige zu erstatten, aber der Fall wurde zu den Akten gelegt. Der Anwalt besaß jedoch eine Villa an der Küste und war mit Léon Janssens de Bisthoven, Staatsanwalt im nahe gelegenen Brügge, befreundet (beide gehörten konservativen katholischen Kreisen an). Die Bücher wurden nach Heist gebracht und dort beschlagnahmt. Mirbeau und Pradels wurden schließlich in Ruhe gelassen, aber Eekhoud und Lemonnier mussten sich vor dem Brügger Schöffengericht wegen Verstoßes gegen das Pressegesetz verantworten. Mehrere Literaturfreunde unterstützten sie, und es wurde eine Kampagne gestartet, um die Schriftsteller zu überzeugen, Eekhoud und Lemonnier zu unterstützen. Nach einem Plädoyer des Anwalts Edmond Picard, der auch Camille Lemonnier und Félicien Rops in ähnlichen Prozessen verteidigt hatte, wurde Eekhoud freigesprochen.

## Spätere Jahre und Einfluss
Im Jahr 1900, kurz vor dem Escal-Vigor-Prozess, veröffentlichte die Zeitschrift „Annales des sexualités intermédiaires et en particulier de l'homosexualité“ einen langen Artikel über Eekhoud. In diesem Artikel wurden seine Werke und die darin enthaltenen Elemente, die der homosexuellen Kultur zugeschrieben werden können, ausführlich beschrieben. Nach dem Escal-Vigor-Prozess schrieb Eekhoud mehrere Artikel über den Uranismus und verteidigte die Freiheit der Schriftsteller.

## Letzte Jahre und Zusammenarbeit

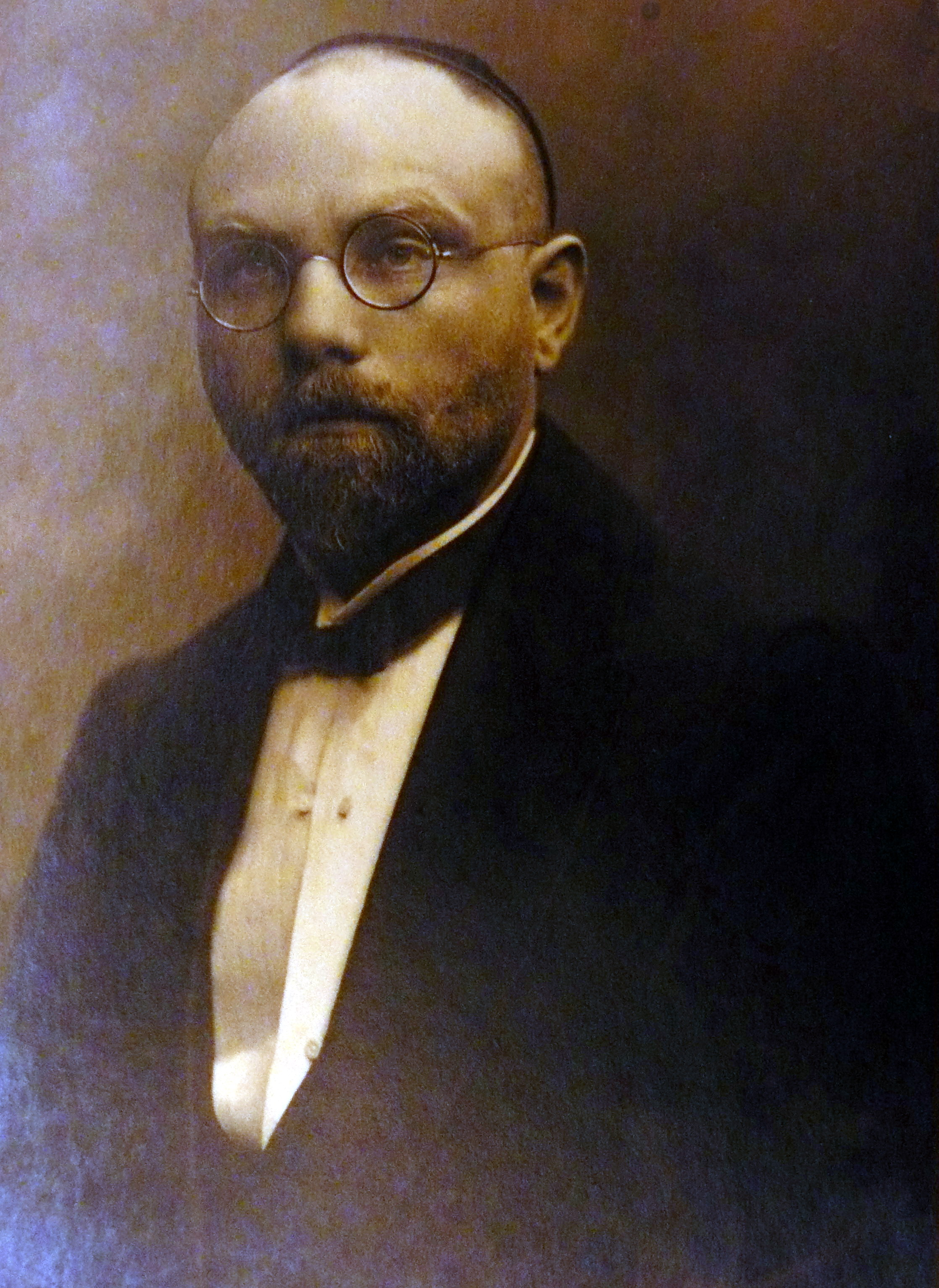
Jacob Israël de Haan

Um 1905 nahm Georges Eekhoud den niederländischen Schriftsteller Jacob Israël de Haan bei sich auf, der nach einem Skandal um seinen Roman „Pijpelijntjes“ über Homosexualität vor seinen sozialistischen Freunden und Künstlern geflohen war. Zwischen den beiden Männern entwickelte sich eine enge Freundschaft, und de Haan übersetzte mehrere Werke Eekhouds ins Niederländische.
Zwischen 1907 und 1909 spielte Georges Eekhoud eine wichtige Rolle in der von Jacques d’Adelswärd-Fersen gegründeten Zeitschrift „Akademos“, der ersten französischsprachigen Zeitschrift, die sich der Liebe zwischen Männern widmete. Eekhoud half beim Aufbau der Zeitschrift, suchte Mitarbeiter und steuerte selbst Artikel bei.
Georges Eekhoud starb 1927 und hinterließ ein vielfältiges literarisches Werk, das sowohl von seinem sozialen und politischen Engagement als auch von seiner thematischen Auseinandersetzung mit der Homosexualität geprägt ist.

## In deutscher Übersetzung erschienen
- Kees Doorik. Ein vlämischer Sittenroman. Stuttgart u. a.: Deutsche Verlags-Anstalt, 1893. 176 Seiten.
- Kees Doorik. Ein flämischer Sittenroman. (Insel-Bücherei 216/2) Aus dem Französischen übertragen von Tony Kellen. Insel Verlag, Leipzig 1919
  - 1. Auflage 1918. 87 Seiten.
  - 2. Auflage 1981. 118 Seiten.
- Burch Mitsu. Eine Erzählung. (Insel-Bücherei 216/1) Übertragen von Jean Paul von Ardeschah. Insel Verlag, Leipzig 1917. 63 Seiten.
- Das neue Karthago. (Bibliothek der Romane 44.) Übertragen von Tony Kellen. Insel Verlag, Leipzig 1917. 402 Seiten.